# Vicente Aranda
Vicente Aranda Ezquerra (Barcelona, 9 november 1926 – Madrid, 26 mei 2015) was een Spaans filmregisseur en scenarioschrijver.

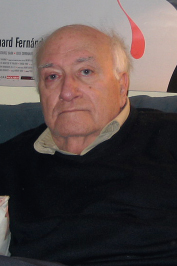
Vicente Aranda in 2010

Liefde, erotiek en rauwheid zijn de steeds terugkerende thema's in zijn films, waarin hij sociale en politieke onderwerpen behandelt. Hij verfilmde ook verschillende hedendaagse romans. Amantes, zijn internationaal bekende film, kreeg verschillende Goya's.

## Biografie
Vicente Aranda Ezguerra was de jongste zoon van een familie die afkomstig was uit
Aragon en in het begin van de 20e eeuw naar Barcelona was getrokken. Zijn kindertijd wordt overheerst door de Spaanse Burgeroorlog, waarbij zijn familie de zijde van de republikeinen had gekozen. Hij oefende verschillende beroepen uit om in zijn onderhoud te voorzien. Om politieke en economische redenen wijkt hij in 1952 uit naar Venezuela, waar hij werkt als technicus voor en Amerikaanse koopvaardijfirma en als programmaverantwoordelijke voor een belangrijk elektronicabedrijf.
Vicente Aranda keert in 1959 naar Spanje terug. Hij is dan 33 jaar en heeft de bedoeling om filmregisseur te worden. Hij tracht binnen te raken in de filmschool van Madrid, maar wordt niet toegelaten omdat hij geen middelbare studies gedaan heeft. Hij regisseert bijgevolg zijn eerste films als autodidact, met de hulp van Roman Gubern. In 1965 komen Fata Morgana en Brillante porvenir uit, die allebei gekenmerkt worden door het estheticisme van de "School van Barcelona". Nadien volgen meer commerciële fantastische films, die gekenmerkt worden door een alom aanwezige seksualiteit : Les cruelles (1969), La novia ensangrentada (1972), Clara es el precio (1974).
Aranda behandelt de transseksualiteit in Cambio de sexo ( 1977) en begint nadien een reeks films naar bekende hedendaagse auteurs in de jaren 1980. La muchacha de las bragas de oro( 1980) en Si te dicen que cai (989) zijn gebaseerd op de romans van Juan Marsé. Asesinato en el Comité central (1982) is gebaseerd op de roman van Manuel Vázquez Montalbán en is een detectivefilm met veel politiek engagement. Fanny "Pelopaja" (1983), met Fanny Cottençon en Bruno Cremer vertelt de geschiedenis van Fanny, een jonge dievegge, die wordt gearresteerd en seksueel misbruiktwordt door een corrupte en perverse politie-inspecteur.
In 2001 krijgt Pilar López de Ayala de Goya van beste actrice voor haar rol in zijn film Juana la Loca. Victoria Abril speelt mee in een 10-tal films van Aranda. Hij overlijdt in 2015 op 88-jarige leeftijd.

## Filmografie (selectie)
- 1964: Brillante porvenir
- 1965: Fata Morgana,
- 1969: Las Crueles
- 1972: La Novia Ensangrentada
- 1974: Clara es el Precio
- 1976: Cambio de Sexo
- 1980: La Muchacha de las Bragas de Oro
- 1982: Asesinato en el Comité Central
- 1984: El Crimen del Capitán Sánchez
- 1986: Tiempo de Silencio
- 1987: El Lute: camina o revienta
- 1988: El Lute II: mañana seré libre
- 1989: Si te dicen que caí
- 1991: Amantes
- 1993: Intruso, El Amante bilingüe
- 1994: La pasión turca
- 1995: Lumière et Compagnie
- 1996: Libertarias
- 1998: La Mirada del otro
- 1999: Celos
- 2001: Juana la Loca
- 2003: Carmen
- 2004: Técnicas para un golpe de estado, bijdrage in ¡Hay motivo!
- 2006: Tirante el Blanco
- 2007: Canciones de amor en Lolita's Club
- 2009: Luna caliente